# Presidente de la Cámara de Senadores de Bolivia
El Presidente de la Cámara de Senadores es la máxima autoridad de la Cámara Alta de la Asamblea Legislativa Plurinacional de Bolivia. Se encuentra en el segundo lugar en la línea de sucesión del Presidente del Estado, en caso de impedimento o ausencia definitiva.

## Presidentes del Senado
| Presidentes de la Cámara de Senadores                                                                                                  | Periodo como Presidente o Presidenta | Periodo como Presidente o Presidenta | Edad al Asumir la Presidencia | Tiempo de Duración en la Presidencia |
| Presidentes de la Cámara de Senadores                                                                                                  | INICIO                               | FINAL                                | Edad al Asumir la Presidencia | Tiempo de Duración en la Presidencia |
| --- | ------------------------------------ | ------------------------------------ | ----------------------------- | ------------------------------------ |
| DÉCADA DE 1960 (Años 60s) |                                      |                                      |                               |                                      |
| Ricardo Anaya Arze † (1907-1997) | 6 de agosto de 1966                  | 6 de agosto de 1967                  | 59 años                       | 1 año                                |
| Hugo Bozo Alcócer (†) | 6 de agosto de 1967                  | 6 de agosto de 1968                  | -                             | 1 año                                |
| Manfredo Kempff Mercado † (1922-1974)                                                                                                  | 6 de agosto de 1968                  | 6 de agosto de 1969                  | 46 años                       | 1 año                                |
| Julio Campero Trigo † (1905-1995) | 6 de agosto de 1969                  | 26 de septiembre de 1969             | 64 años                       | 1 mes y 20 días                      |
| DÉCADA DE 1970 (Años 70s) |                                      |                                      |                               |                                      |
| Desde septiembre de 1969 hasta agosto de 1979 (10 años), el Congreso Boliviano fue cerrado por la dictadura militar de Ovando Candia   |                                      |                                      |                               |                                      |
| Walter Guevara Arze † (1912-1996) | 1 de agosto de 1979                  | 6 de agosto de 1979                  | 67 años                       | 5 días                               |
| Leónidas Sánchez Arana † (1922-1982)                                                                                                   | 6 de agosto de 1979                  | 6 de diciembre de 1979               | 57 años                       | 4 meses                              |
| Walter Guevara Arze † (1912-1996) | 6 de diciembre de 1979               | 21 de julio de 1980                  | 67 años                       | 7 meses y 15 días                    |
| DÉCADA DE 1980 (Años 80s) |                                      |                                      |                               |                                      |
| Desde julio de 1980 hasta octubre de 1982 (2 años), el Congreso Boliviano fue otra vez cerrado por la dictadura militar de García Meza |                                      |                                      |                               |                                      |
| Julio Garrett Ayllón † (1923-2018) | 10 de octubre de 1982                | 6 de agosto de 1985                  | 59 años                       | 2 años, 9 meses y 27 días            |
| Gonzalo Sánchez de Lozada (1930-) | 6 de agosto de 1985                  | 6 de agosto de 1986                  | 55 años                       | 1 año                                |
| Óscar Zamora Medinacelli † (1934-2017)                                                                                                 | 6 de agosto de 1986                  | 6 de agosto de 1987                  | 42 años                       | 1 año                                |
| Ciro Humboldt Barrero † (1925-2004) | 6 de agosto de 1987                  | 6 de agosto de 1989                  | 62 años                       | 2 años                               |
| Gonzalo Valda Cárdenas (1946-) | 6 de agosto de 1989                  | 6 de agosto de 1991                  | 43 años                       | 2 años                               |
| DÉCADA DE 1990 (Años 90s) |                                      |                                      |                               |                                      |
| Guillermo Fortún Suárez † (1938-2012)                                                                                                  | 6 de agosto de 1991                  | 6 de agosto de 1993                  | 53 años                       | 2 años                               |
| Juan Carlos Durán Saucedo † (1949-2023)                                                                                                | 6 de agosto de 1993                  | 6 de agosto de 1996                  | 44 años                       | 3 años                               |
| Raúl Lema Patiño † (1939-2020) | 6 de agosto de 1996                  | 6 de agosto de 1997                  | 57 años                       | 1 año                                |
| Walter Guiteras Denis † (1950-2020) | 6 de agosto de 1997                  | 6 de agosto de 1999                  | 47 años                       | 2 años                               |
| Leopoldo Fernández Ferreira (1952-) | 6 de agosto de 1999                  | 6 de agosto de 2001                  | 47 años                       | 2 años                               |
| DÉCADA DE 2000 (Años 2000s) |                                      |                                      |                               |                                      |
| Enrique Toro Tejada (1948-) | 6 de agosto de 2001                  | 6 de agosto de 2002                  | 53 años                       | 1 año                                |
| Mirtha Quevedo Alinovic (1960-) | 6 de agosto de 2002                  | 6 de agosto de 2003                  | 42 años                       | 1 año                                |
| Hormando Vaca Diez † (1949-2010) | 6 de agosto de 2003                  | 6 de agosto de 2005                  | 54 años                       | 2 años                               |
| Sandro Stefano Giordano García (1960-)                                                                                                 | 6 de agosto de 2005                  | 22 de enero de 2006                  | 45 años                       | 5 meses y 16 días                    |
| Santos Ramírez Valverde (1962-) | 22 de enero de 2006                  | 6 de agosto de 2006                  | 44 años                       | 6 meses y 15 días                    |
| José Villavicencio Amaruz (1957-) | 6 de agosto de 2006                  | 22 de enero de 2008                  | 49 años                       | 1 año, 5 meses y 16 días             |
| Óscar Ortiz Antelo (1969-) | 22 de enero de 2008                  | 22 de enero de 2010                  | 39 años                       | 2 años                               |
| DÉCADA DE 2010 (Años 10s) |                                      |                                      |                               |                                      |
| Ana María Romero Pringle † (1941-2010)                                                                                                 | 22 de enero de 2010                  | 25 de octubre de 2010                | 69 años                       | 9 meses y 3 días                     |
| René Martínez Callahuanca (1958-) | 1 de noviembre de 2010               | 22 de enero de 2012                  | 52 años                       | 1 año, 2 meses y 21 días             |
| Gabriela Montaño Viaña (1975-) | 22 de enero de 2012                  | 22 de enero de 2014                  | 37 años                       | 2 años                               |
| Eugenio Rojas Apaza † (1962-2020) | 22 de enero de 2014                  | 22 de enero de 2015                  | 52 años                       | 1 año                                |
| José Alberto Gonzáles Samaniego (1962-)                                                                                                | 22 de enero de 2015                  | 14 de agosto de 2018                 | 53 años                       | 3 años, 6 meses y 23 días            |
| Milton Barón Hidalgo (1975-) | 16 de agosto de 2018                 | 22 de enero de 2019                  | 43 años                       | 5 meses y 6 días                     |
| Adriana Salvatierra Arriaza (1989-) | 22 de enero de 2019                  | 10 de noviembre de 2019              | 30 años                       | 9 meses y 19 días                    |
| Mónica Eva Copa Murga (1987-) | 13 de noviembre de 2019              | 8 de noviembre de 2020               | 32 años                       | 11 meses y 25 días                   |
| DÉCADA DE 2020 (Años 20s) |                                      |                                      |                               |                                      |
| Andrónico Rodríguez Ledezma (1988-) | 8 de noviembre de 2020               | Actualidad                           | 32 años                       | 4 años, 4 meses y 10 días            |